# Bräntlandstjärnen
Bräntlandstjärnen är en sjö i Örnsköldsviks kommun i Ångermanland och ingår i Nätraåns huvudavrinningsområde. Sjöns area är 0,023 kvadratkilometer och den är belägen 290 meter över havet.